# أحمد الدمرداش
أحمد الدمرداش (27 يوليو 1975 -)، ممثل مصري.

## نشأته ومسيرته
بدأ العمل الفني بعام 2000، من عائلة فنية حيث أن والده الفنان مصطفى الدمرداش ووالدته الفنانة سامية أمين وعمه الفنان والمخرج الراحل نور الدمرداش.

## من أعماله

### المسلسلات
- عائلة الحاج متولي.
- حديقة الشر.
- سوق الزلط.
- حضرة المتهم أبي.
- العطار.
- الليل وآخره.
- الحسن البصري.
- حد السكين.
- مسك الليل.
- يوميات زوج معاصر.
- من غير ميعاد.
- المهنة طبيب.
- الفاضي يعمل ايه.
- خط البداية.
- أيام الحب والشقاوة.
- كيد النسا.
- حارة خمس نجوم
- الشركة.

## روابط خارجية
- أحمد الدمرداش على موقع الدهليز
- أحمد الدمرداش على موقع قاعدة بيانات الأفلام العربية